# قطعنامه ۱۹۹۱ شورای امنیت
قطعنامه ۱۹۹۱ شورای امنیت سازمان ملل متحد که در تاریخ ۲۸ ژوئن ۲۰۱۱ تصویب شد، سندی بین‌المللی دربارهٔ بررسی وضعیت مربوط به جمهوری دمکراتیک کنگو است. این قطعنامه طی نشست ۶۵۶۸ام با ۱۵ رای موافق، ۰ مخالف و ۰ ممتنع تصویب شد.